# Копит, Борис Савельевич
Бори́с Саве́льевич Копи́т (1903, Троицк, Троицкий уезд, Оренбургская губерния, Российская империя ― март 1973, Москва, СССР) ― советский журналист, редактор. Ответственный редактор республиканской газеты Марийской АССР «Марийская правда» (1947―1950), редактор газеты «Лесная промышленность» (1951―1966), заместитель главного редактора «Медицинской газеты» (1966―1973). Заслуженный работник культуры РСФСР. Член КПСС.

## Биография
Родился в 1903 году в городе Троицке ныне Челябинской области в семье заводского механика. 
В 1920 году окончил 1 курс Троицкого педагогического техникума.  
С 1920 года ― журналист в редакциях газет Троицка, Свердловска, Пятигорска.
В 1940 году окончил Краснодарский вечерний университет марксизма-ленинизма.
В годы Великой Отечественной войны был заместителем ответственного редактора газеты «Советская Кубань».
Затем направлен в Марийскую АССР, где в 1947―1950 годах был ответственным редактором республиканской газеты «Марийская правда». Здесь навёл трудовую дисциплину, поднял газету на новую профессиональную высоту. 
В 1950 году окончил Заочную Высшую партийную школу при ЦК КПСС.
В 1951―1966 годах ― сотрудник редакции газеты «Лесная промышленность» в Москве.
В 1966―1973 годах ― заместитель главного редактора «Медицинской газеты». 
Является автором нескольких сборников очерков: «Финударник ― организатор борьбы за заём» (1933), «Лесной конвейер» (М., 1959), «Герои семилетки» (М., 1963), «На переднем крае» (М., 1964), сборника «Семья и общественность» (М., 1969), «Воспитание героизма» (1970) и других. 
Ему присвоено почётное звание «Заслуженный работник культуры РСФСР». Награждён медалями и почётными грамотами.
Скончался в марте 1973 года в Москве.

## Звания и награды
- Заслуженный работник культуры РСФСР[1]
- Юбилейная медаль «За доблестный труд. В ознаменование 100-летия со дня рождения Владимир Ильича Ленина» (1970)